# Gy-les-Nonains
Gy-les-Nonains és un municipi francès, situat al departament del Loiret i a la regió de Centre – Vall del Loira. L'any 2007 tenia 621 habitants.

## Demografia

### Població
El 2007 la població de fet de Gy-les-Nonains era de 621 persones. Hi havia 256 famílies, de les quals 71 eren unipersonals (47 homes vivint sols i 24 dones vivint soles), 83 parelles sense fills, 90 parelles amb fills i 12 famílies monoparentals amb fills.
La població ha evolucionat segons el següent gràfic:
Habitants censats

### Habitatges
El 2007 hi havia 320 habitatges, 260 eren l'habitatge principal de la família, 40 eren segones residències i 20 estaven desocupats. 305 eren cases i 13 eren apartaments. Dels 260 habitatges principals, 203 estaven ocupats pels seus propietaris, 52 estaven llogats i ocupats pels llogaters i 4 estaven cedits a títol gratuït; 1 tenia una cambra, 13 en tenien dues, 52 en tenien tres, 81 en tenien quatre i 113 en tenien cinc o més. 197 habitatges disposaven pel capbaix d'una plaça de pàrquing. A 119 habitatges hi havia un automòbil i a 120 n'hi havia dos o més.

### Piràmide de població
La piràmide de població per edats i sexe el 2009 era:
| Homes | Edats   | Dones |
| ----- | ------- | ----- |
| 0     | 95 o +  | 0     |
| 0     | 90 a 94 | 4     |
| 0     | 85 a 89 | 4     |
| 4     | 80 a 84 | 12    |
| 12    | 75 a 79 | 12    |
| 12    | 70 a 74 | 8     |
| 8     | 65 a 69 | 24    |
| 20    | 60 a 64 | 4     |
| 12    | 55 a 59 | 8     |
| 16    | 50 a 54 | 20    |
| 4     | 45 a 49 | 12    |
| 48    | 40 a 44 | 24    |
| 24    | 35 a 39 | 48    |
| 28    | 30 a 34 | 16    |
| 8     | 25 a 29 | 12    |
| 8     | 20 a 24 | 16    |
| 48    | 15 a 19 | 12    |
| 28    | 10 a 14 | 28    |
| 20    | 5 a 9   | 24    |
| 24    | 0 a 4   | 20    |

## Economia
El 2007 la població en edat de treballar era de 406 persones, 326 eren actives i 80 eren inactives. De les 326 persones actives 304 estaven ocupades (163 homes i 141 dones) i 23 estaven aturades (9 homes i 14 dones). De les 80 persones inactives 33 estaven jubilades, 26 estaven estudiant i 21 estaven classificades com a «altres inactius».

### Ingressos
El 2009 a Gy-les-Nonains hi havia 264 unitats fiscals que integraven 645,5 persones, la mediana anual d'ingressos fiscals per persona era de 20.856 €.

### Activitats econòmiques
Dels 28 establiments que hi havia el 2007, 1 era d'una empresa alimentària, 1 d'una empresa de fabricació d'altres productes industrials, 9 d'empreses de construcció, 3 d'empreses de comerç i reparació d'automòbils, 2 d'empreses de transport, 2 d'empreses d'hostatgeria i restauració, 1 d'una empresa d'informació i comunicació, 1 d'una empresa immobiliària, 3 d'empreses de serveis i 5 d'empreses classificades com a «altres activitats de serveis».
Dels 10 establiments de servei als particulars que hi havia el 2009, 1 era un taller de reparació d'automòbils i de material agrícola, 1 paleta, 1 guixaire pintor, 3 fusteries, 2 lampisteries, 1 electricista i 1 agència immobiliària.
L'any 2000 a Gy-les-Nonains hi havia 11 explotacions agrícoles.

## Equipaments sanitaris i escolars
El 2009 hi havia una escola elemental integrada dins d'un grup escolar amb les comunes properes formant una escola dispersa.

## Poblacions més properes
El següent diagrama mostra les poblacions més properes.